# Lepturges inscriptus
Lepturges inscriptus es una especie de escarabajo longicornio del género Lepturges, categorizada en la tribu Acanthocinini, de la subfamilia Lamiinae. Fue descrita por Bates en 1863.

## Descripción
Mide 6-7,5 mm de longitud.

## Distribución
Se distribuye por Argentina, Bolivia, Brasil, Costa Rica, Guatemala, Honduras, Guayana Francesa, México, Nicaragua, Panamá, Paraguay y Perú.